# 株洲市人民政府
株洲市人民政府，简称株洲市政府，是中华人民共和国湖南省株洲市的地方国家行政机关。

## 沿革
清朝光绪三十四年（1908年），清政府在湘潭县东（今株洲市芦淞区樟树坪）设株洲抚民厅。民國元年（1912年）撤销，复纳入湘潭县管辖。1949年8月3日，中国人民解放军占领株洲，并于8月12日成立湘潭县株洲区人民政府。中华人民共和国成立后，湖南省人民政府于1951年由湘潭縣析置株洲市，屬長沙專區，同年6月29日，長沙專區專員公署令決定宣布成立株洲市人民政府，自7月1日（實際自7月17日）起正式對外辦公。1953年，株洲市改為省轄市。1956年3月，株洲升格為地級市，由湖南省委直接領導。
当前，株洲市第十六届人民政府由株洲市第16屆人民代表大會第一次全体会议于2022年1月4日選舉產生，現任市長為陈恢清。

## 职权
根据《中华人民共和国地方各级人民代表大会和地方各级人民政府组织法》第七十三条，县级以上的地方各级人民政府行使下列职权：
1. 执行本级人民代表大会及其常务委员会的决议，以及上级国家行政机关的决定和命令，规定行政措施，发布决定和命令；
2. 领导所属各工作部门和下级人民政府的工作；
3. 改变或者撤销所属各工作部门的不适当的命令、指示和下级人民政府的不适当的决定、命令；
4. 依照法律的规定任免、培训、考核和奖惩国家行政机关工作人员；
5. 编制和执行国民经济和社会发展规划纲要、计划和预算，管理本行政区域内的经济、教育、科学、文化、卫生、体育、城乡建设等事业和生态环境保护、自然资源、财政、民政、社会保障、公安、民族事务、司法行政、人口与计划生育等行政工作；
6. 保护社会主义的全民所有的财产和劳动群众集体所有的财产，保护公民私人所有的合法财产，维护社会秩序，保障公民的人身权利、民主权利和其他权利；
7. 履行国有资产管理职责；
8. 保护各种经济组织的合法权益；
9. 铸牢中华民族共同体意识，促进各民族广泛交往交流交融，保障少数民族的合法权利和利益，保障少数民族保持或者改革自己的风俗习惯的自由，帮助本行政区域内的民族自治地方依照宪法和法律实行区域自治，帮助各少数民族发展政治、经济和文化的建设事业；
10. 保障宪法和法律赋予妇女的男女平等、同工同酬和婚姻自由等各项权利；
11. 办理上级国家行政机关交办的其他事项。

## 機構設置
株洲市人民政府设置下列机构：
- 株洲市人民政府办公室
- 株洲市发展和改革委员会
- 株洲市教育局
- 株洲市科学技术局
- 株洲市工业和信息化局
- 株洲市公安局
- 株洲市民政局
- 株洲市司法局
- 株洲市财政局
- 株洲市人力资源和社会保障局
- 株洲市自然资源和规划局
- 株洲市生态环境局
- 株洲市住房和城乡建设局（人民防空办公室）
- 株洲市交通运输局
- 株洲市水利局
- 株洲市农业农村局
- 株洲市商务和粮食局
- 株洲市文化旅游广电体育局
- 株洲市卫生健康委员会
- 株洲市审计局
- 株洲市退役军人事务局
- 株洲市应急管理局
- 株洲市城市管理和综合执法局
- 株洲市国有资产监督管理委员会
- 株洲市林业局
- 株洲市市场监督管理局
- 株洲市统计局
- 株洲市机关事务管理局
- 株洲市人民政府研究室
- 株洲市人民政府金融工作办公室
- 株洲市信访局
- 株洲市扶贫开发办公室
- 株洲市医疗保障局
- 株洲市行政审批服务局

## 市长列表
下表列出株洲市于1951年建市以来历任株洲市市长。
| 任 | 姓名   | 就任       | 离任       | 籍贯     | 备注         |
| -- | ------ | ---------- | ---------- | -------- | ------------ |
| 20 | 陈恢清 | 2021年8月  |            | 湖南衡东 |              |
| 19 | 阳卫国 | 2016年4月  | 2021年8月  | 湖南衡东 |              |
| 18 | 毛腾飞 | 2013年4月  | 2016年4月  | 湖南武冈 |              |
| 17 | 王 群  | 2008年5月  | 2013年4月  | 湖南沅江 |              |
| 16 | 陈君文 | 2007年4月  | 2008年3月  | 湖南常德 |              |
| 15 | 颜石生 | 2003年4月  | 2007年2月  | 湖南攸县 | 任内病故     |
| 14 | 肖雅瑜 | 2000年4月  | 2003年4月  | 湖南长沙 |              |
| 13 | 王汀明 | 1993年1月  | 2000年4月  | 福建厦门 |              |
| 12 | 周伯华 | 1990年7月  | 1993年1月  | 湖南湘潭 |              |
| 11 | 周吉太 | 1985年5月  | 1990年7月  |          |              |
| 10 | 薛厚民 | 1983年10月 | 1984年12月 |          |              |
| 9  | 吴占魁 | 1980年12月 | 1983年5月  | 河北栾城 |              |
| 8  | 周 政  | 1977年11月 | 1980年6月  | 湖南宁乡 | 市革委会主任 |
| 7  | 高继唐 | 1968年10月 | 1977年11月 | 河北遵化 | 市革委会主任 |
| 6  | 王大举 | 1968年1月  | 1968年10月 |          | 市革委会主任 |
| 5  | 吴占魁 | 1956年7月  | 1968年1月  | 河北栾城 |              |
| 4  | 马壮昆 | 1955年5月  | 1956年7月  | 河北深县 |              |
| 3  | 吴占魁 | 1953年4月  | 1955年5月  | 河北栾城 |              |
| 2  | 陈继昌 | 1951年7月  | 1953年4月  | 河北盐山 |              |
| 1  | 杨第甫 | 1951年4月  | 1951年7月  | 湖南湘潭 |              |